# Карл Ернст Ратгенс
Карл Ернст Ратгенс (нім. Carl Ernst Rahtgens; 27 серпня 1908, Любек — 30 серпня 1944, Берлін) — німецький штабний офіцер, оберстлейтенант Генштабу вермахту. Кавалер Німецького хреста в золоті.

## Біографія
Син директора Інституту графічного мистецтва Отто Альвіна Ратгенса, племінник генерал-фельдмаршала Гюнтера фон Клюге. Навчався в гімназії Катарінеум. Під час Другої світової війни служив на різних штабних посадах. Учасник Липневої змови, після провалу якої заарештований в Белграді. 30 серпня 1944 року засуджений Народною судовою палатою до страти і того ж дня повішений у в'язниці Плетцензе.

## Сім'я
Був одружений з Йоганною Геленою фон Крамон.

## Нагороди
- Залізний хрест 2-го і 1-го класу
- Німецький хрест в золоті (8 грудня 1942) — як майор Генштабу і начальник оперативного відділу Генштабу 129-ї піхотної дивізії.